# Capasa flagrans
Capasa flagrans là một loài bướm đêm trong họ Geometridae.